# Paepalanthus glaucescens
Paepalanthus glaucescens är en gräsväxtart som beskrevs av Friedrich August Körnicke. Paepalanthus glaucescens ingår i släktet Paepalanthus och familjen Eriocaulaceae. Inga underarter finns listade i Catalogue of Life.